# 上島町立岩城小学校
上島町立岩城小学校（かみじまちょうりつ いわぎしょうがっこう、英称:Kamijima Town Munipical Iwagi Elementary School）は、愛媛県越智郡上島町岩城に存在する公立小学校である。同校は2024年に創立150周年を迎える予定である。

## 沿革

### 開校以前
- 1871年(明治4年) - 同校の元となる知新館を創立[1]。

### 開校以後
- 1874年(明治7年)
  - 12月 - 知新館を改編し、岩城村立知新小学校を設立[1]。
- 1887年(明治20年)
  - 4月 - 同校が岩城村立岩城小学校と改称する[注 1]。
- 1898年(明治31年)
  - 4月 - 同校が岩城村立岩城尋常高等小学校と改称[注 2]。
- 1904年(明治37年)
  - 9月 - 同校が岩城村立岩城尋常高等小学校長江分教場を設置[1]。
- 1941年(昭和16年)
  - 4月1日 - 同校が岩城村立岩城国民学校と改称[注 3]。
- 1947年(昭和22年)
  - 4月1日 - 同校が岩城村立岩城小学校と改称[注 4]。
- 1957年(昭和32年)
  - 4月 - 岩城村立岩城尋常高等小学校長江分教場が岩城村立岩城北小学校として同校から分離独立[1]。
- 1959年(昭和34年)
  - 1月 - 同校の校章を制定[1]。
- 1962年(昭和37年)
  - 1月 - 同校の校歌を制定[1]。
- 1966年(昭和41年)
  - 4月1日 - 同校が岩城村立岩城北小学校を併合[注 5]。
- 1967年(昭和42年)
  - 9月1日 - 同校の岩城教場と北教場を閉鎖した上で実質統合[注 6]。
- 2004年(平成16年)
  - 10月1日 - 同校が上島町立岩城小学校と改称[注 7]。
- 2012年(平成24年)
  - 11月27日 - 同校の校旗を新調[注 8]。

## 学区

### 通学区域
特別な事情がない限り、以下の町域に居住している児童総員が同校へ通学し上島町立岩城中学校へ進学することとなっている。
- 上島町岩城

### 主要施設
- 上島町役場岩城支所
- 岩城郵便局
- 岩城漁港
- 長江港
- 小漕港

### 自然景観
- 積善山
- 赤穂根島
- 津波島